# Rupert Waterhouse
Rupert Waterhouse (ur. 1873 w Sheffield, zm. 1958) – angielski lekarz, znany przede wszystkim z opisania ostrej niewydolności nadnerczy, zwanej zespołem Waterhouse’a–Friderichsena, spowodowanej masywnym krwotokiem w przebiegu ciężkiej postaci menigokowego zapalenia opon mózgowo-rdzeniowych lub posocznicy.
Rupert Watherhouse w 1901 roku został lekarzem Royal United Hospital oraz Royal National Hospital for Rheumatic Diseases w Bath. Podczas I wojny światowej służył jako żołnierz w kawalerii oraz jako oficer w korpusie medycznym armii brytyjskiej.